# Уотсон (Арканзас)
Уотсон (англ. Watson, Arkansas) — город, расположенный в округе Дешей (штат Арканзас, США) с населением в 288 человек по статистическим данным переписи 2000 года.

## География
По данным Бюро переписи населения США город Уотсон имеет общую площадь в 0,52 квадратных километров, водных ресурсов в черте населённого пункта не имеется.
Уотсон расположен на высоте 45 метров над уровнем моря.

## Демография
По данным переписи населения 2000 года в Уотсоне проживало 288 человек, 78 семей, насчитывалось 113 домашних хозяйств и 125 жилых домов. Средняя плотность населения составляла около 576 человек на один квадратный километр. Расовый состав Уотсона по данным переписи распределился следующим образом: 72,57 % белых, 24,65 % — чёрных или афроамериканцев, 0,69 % — коренных американцев, 0,69 % — выходцев с тихоокеанских островов, 1,39 % — представителей смешанных рас.
Из 113 домашних хозяйств в 25,7 % — воспитывали детей в возрасте до 18 лет, 48,7 % представляли собой совместно проживающие супружеские пары, в 12,4 % семей женщины проживали без мужей, 30,1 % не имели семей. 28,3 % от общего числа семей на момент переписи жили самостоятельно, при этом 17,7 % составили одинокие пожилые люди в возрасте 65 лет и старше. Средний размер домашнего хозяйства составил 2,55 человек, а средний размер семьи — 3,10 человек.
Население города по возрастному диапазону по данным переписи 2000 года распределилось следующим образом: 24,0 % — жители младше 18 лет, 7,3 % — между 18 и 24 годами, 19,8 % — от 25 до 44 лет, 26,0 % — от 45 до 64 лет и 22,9 % — в возрасте 65 лет и старше. Средний возраст жителей составил 44 года. На каждые 100 женщин в Уотсоне приходилось 94,6 мужчин, при этом на каждые сто женщин 18 лет и старше приходилось 87,2 мужчин также старше 18 лет.
Средний доход на одно домашнее хозяйство в городе составил 17 143 доллара США, а средний доход на одну семью — 33 889 долларов. При этом мужчины имели средний доход в 30 625 долларов США в год против 15 313 долларов среднегодового дохода у женщин. Доход на душу населения в городе составил 13 631 доллар в год. 22,6 % от всего числа семей в округе и 25,8 % от всей численности населения находилось на момент переписи населения за чертой бедности, при этом 40,5 % из них были моложе 18 лет и 23,0 % — в возрасте 65 лет и старше.